# برزان تکریتی
برزان ابراهیم الحسن التکریتی (به عربی: برزان إبراهيم الحسن التكريتي)، برادر ناتنی صدام حسین و رئیس استخبارات عراق در زمان صدام بود که در زمستان ۱۳۸۵ اعدام شد. برخی روزنامه نگاران عراقی به‌ او لقب «حریف گرمابه و گلستان» صدام را داده‌اند. ولی از مسئولان اصلی کشتار دجیل در سال ۱۹۸۱ میلادی شناخته می‌شود که در طی آن به کیفر شلیک به سوی صدام از میان نخلستان‌های دجیل، منطقه بمباران شد، کشتزارها و نخلستان‌ها سوزانده و ۱۴۸ تن اعدام شدند و بازماندگان به منطقه‌ای در مرز عربستان سعودی به زور تبعید شدند. برزان تکریتی از سال ۱۹۸۳ به مدت چندین سال به عنوان نماینده عراق در دفتر اروپایی سازمان ملل در ژنو خدمت می‌کرد. او در این پست بارها بر این‌که رژیم عراق استوار بر عدالت و حقوق بشر و مردم سالاری است، تأکید می‌ورزید. دخترش «سجی» همسر عدی پسر صدام بود.

## دستگیری و اعدام
برزان سی و هشتمین نفر از فهرست ۵۵ نفره‌ای بود که امریکایی‌ها پس از سرنگونی رژیم بعث، به دنبال دستگیری‌شان بودند. او سرانجام بازداشت شده و به دادگاه سپرده شد. وی ضمن محاکمه، لباس سنتی عربی «دشداشه و...» بر تن می‌کرد.

برزان تکریتی در دوره زندان به «سرطان ستون فقرات» دچار شد؛ از آن‌جا که بیماری وی شدت یافته بود، او برای مرخصی از زندان به منظور پیگیری جدی‌تر درمان، نسبت به آن‌چه پزشکان زندان برایش انجام می‌دادند، به برخی از افراد قدرت‌مند همچون جرج بوش، رئیس‌جمهور آمریکا و تونی بلر نامه نوشت.

سرانجام آن‌چنان سرطان وی پیشرفت کرد که هنگام اجرای حکم اعدام با طناب دار، هنگامی که زیر پایش را خالی کردند، سرش به دلیل پوسیدگی مهره‌های کمر تا بالا و گردن، کنده شد و از بالای حلقه طناب، به روی زمین افتاد.